# Taisnières-sur-Hon
Taisnières-sur-Hon és un municipi francès, situat a la regió dels Alts de França, al departament del Nord. L'any 2006 tenia 886 habitants. Limita amb els municipis de Hon-Hergies, La Longueville, Audignies, Bavay i Houdain-lez-Bavay.
En el seu terme municipal l'11 de setembre del 1709, en el marc de la Guerra de Successió Espanyola, es va lliurar la batalla de Malplaquet

## Demografia
| 1962                                       | 1968 | 1975 | 1982 | 1990 | 1999 |
| ------------------------------------------ | ---- | ---- | ---- | ---- | ---- |
| 822                                        | 917  | 856  | 860  | 957  | 912  |
| Des de 1962: població sense dobles comptes |      |      |      |      |      |

## Administració
| Període   | Identitat         | Partit |
| --------- | ----------------- | ------ |
| 1995-2001 | Hubert Prévot     |        |
| 2001-2004 | Gérard Drancourt  |        |
| 2004-2008 | Antoni Martinez   |        |
| 2008-     | Jean-Paul Legrand |        |